# Coum Transmissions
Coum Transmissions (CT) war eine subkulturelle Gruppe von britischen Musikern, Undergroundfilmemachern, Aktions- und Konzeptkünstlern, die Anfang der 1970er Jahre durch aggressive, provokante und schockierend-verstörende Performances medienpräsent auf sich aufmerksam machte und zu den Wegbereitern des späteren Industrial zählt. Basierend auf fragmentarischen Ideen des Dada, Neo-Dada, des Fluxus, der Merry Pranksters, sowie Schriften von William S. Burroughs, Aleister Crowley oder Brion Gysin und vor dem Hintergrund der beginnenden Punkbewegung verfolgte die Gruppe das nonkonformistische Ziel, jegliche Grenzen des herkömmlichen Kunstverstands, der gesellschaftlichen (und menschlichen) Konventionen und Normen sowie deren Ästhetik in Frage zu stellen und zu sprengen. Hauptakteure der Gruppe waren im Wesentlichen Genesis P-Orridge und Cosey Fanni Tutti, zwei der Gründungsmitglieder der späteren Industrial-Musikgruppe Throbbing Gristle.

## Geschichte
COUM Transmissions gründeten sich ungefähr Ende 1969 in Hull, Yorkshire als „Kunst-Bandprojekt“ mit wechselnder Besetzung um P-Orridge und Cosey Fanni Tutti. Hervorgegangen aus der Performancegruppe Transmedia Explorations setzte sich die seltsame, exzentrische Truppe größtenteils aus avantgardistischen Literaten, Musikern und Undergroundfilmern zusammen und bestand sowohl aus intellektuellen wie kriminell-subversiven Mitgliedern. Der eigenen Legendenbildung zufolge soll eine „innere Stimme“ Genesis P-Orridge den Begriff COUM zugeflüstert haben. COUM Transmissions waren von Anbeginn auf anarchisch-radikalen Konfrontationskurs zu ihrem Publikum – respektive der Öffentlichkeit – ausgerichtet.

### Erste Aktionen
Der erste Auftritt unter dem Namen COUM Transmissions fand im Dezember 1969 in Hull statt. Die Besetzung bestand zunächst aus John Krivine, Geoff Pettifer, John Shapeero und Genesis P-Orridge, der zu diesem Zeitpunkt noch unter seinem bürgerlichen Namen Neil Andrew Megson agierte. Die Freunde bewohnten zu der Zeit ein altes Lagerhaus in Hull, das sie „Ho-Ho-Funhouse“ nannten und das neben Wohnstätte auch Podium ihrer ersten „dadaistischen“ Auftritte war. Im Folgejahr stieß Christine Carol Newby zu der Truppe, die von P-Orridge den Nicknamen „Cosmosis“ erhielt und der später zu „Cosey“ verkürzt wurde. Das gesamte Jahr 1970 hindurch bestand die Besetzung aus Ian „Spydee Gasmantel“ Evetts, Ray Harvey, Tim Poston, Haydn Robb sowie Genesis P-Orridge. Ihr erstes größeres Konzert – CTs Aktivitäten waren bis dato noch auf Musik ausgerichtet – fand am 10. Januar 1971 unter dem Titel Disintegration of Fact in Hull statt. Drei Monate später, am 18. April, traten CT erstmals mit einer Session in einer Radiosendung der BBC auf.
Unter dem Titel Absolute Elsewhere veranstalteten COUM im Juli 1971 ihre erste Straßenperformance, die wegen Erregung öffentlichen Ärgernisses von der Polizei gestoppt wurde. Spätestens ab diesem Zeitpunkt stand die Gruppe unter behördlicher Beobachtung, zumal einige Mitglieder bereits wegen Drogendelikten auffällig geworden waren. Im September trat erstmals „Cosmosis“ (Cosey Fanni Tutti) bei CT auf. Im Folgemonat wurden COUM von der Band Hawkwind als Vorgruppe für ein Konzert in der St. George’s Hall in Bradford engagiert und daraufhin verstärkt von der Musikpresse wahrgenommen. Neben Cosmosis/Cosey gehörten nun Babbling Brook und John Barry Smith zur Besetzung der Gruppe.
Im November 1971 widmete der legendäre Radio-DJ John Peel COUM ein Feature in der Zeitschrift Disc and Musicecho, das vor allem die ungewöhnlich dissonant-atonale Musik der merkwürdigen neuen „Band“ behandelte, die im krassen Gegensatz zur ausklingenden, eher auf Harmonie bedachten Swinging Sixties-Hippie-Ära stand.
1972–1973 veranstaltete die Gruppe, deren Medienpräsenz mittlerweile nur noch aus Genesis P-Orridge und dessen zahlreichen „Unterprojekten“ wie dem sogenannten „Ministerium für soziale Unsicherheit“ bestand, mehrere zumeist selbstfinanzierte Auftritte. 1973 vereinigten sich COUM Transmissions mit den Skinheads und den Hells Angels von Hull. Cosey Fanni Tutti und P-Orridge zogen etwa zu dieser Zeit nach London, um Kontakte zu der dortigen Kunstszene zu knüpfen.

### „The Death Factory“
Im Londoner Eastend fanden Cosey und Genesis bei Freunden Unterschlupf in einer leerstehenden „toten“ Fabrik in der Martello Street, auf deren Gelände früher Pestopfer verbrannt und beerdigt worden sind und sich nun ein Studio befand. Aufgrund der Vorgeschichte des Gebäudes fand sich bald der Name Death Factory als Hauptquartier für künftige Projekte. Von Oktober 1972 bis August 1973 fand in London die Ausstellung „Fluxusshow“ statt, so dass sich schnell ein „ideologischer Brückenschlag“ zwischen den Aktionen von CT mit denen der Fluxuskünstler herstellen ließ. Die meisten der Kontakte entstanden über ein von P-Orridge initiiertes Netzwerk von Briefkorrespondenzen zu anderen Künstlern, woraus sich bald eine Form der Mail Art entwickelte. Da Fluxus in England zu diesem Zeitpunkt eine Novität war, nutzen COUM Transmissions die Gelegenheit ihr Projekt in diesem Kontext in der Londoner Kunstszene zu etablieren.
1974 gesellte sich Peter Christopherson zu der Gruppe. Christopherson, der Theaterdesign und Programmierung studiert hatte, war aufgrund seines technischen Know-hows und seiner Interessen an extremer Literatur und sexueller Grenzerfahrung eine Bereicherung für CT. Gleichzeitig verfassten CT ein Manifest, in dem sie ihre zukünftigen eigenen „Selbsterfahrungsprozesse“ vor Publikum legitimierten: Frei angelehnt an Aleister Crowleys Thelema-Gesetz “Do what thou wilt shall be the whole of the Law.” (Tu was du willst, soll sein das ganze Gesetz) inszenierten Cosey Fanni Tutti und P-Orridge vor geladenen Gästen mit laufenden Kameras und Tonbandgeräten rituell-voyeuristische Geschlechtsakte. In der Folgezeit galt es, jedwedes – bevorzugt sexuelles – Tabu zu brechen und sämtliche „Normen“ aufzuweichen respektive ad absurdum zu führen und so vermischten sich allmählich auch die Geschlechterrollen der Akteure. Beispielsweise floss die Thematisierung von Transgeschlechtlichkeit in die Performances ein, wobei P-Orridge bereits zu dieser Zeit seine spätere Transformation zur Frau vorwegnahm. Fanni Tutti arbeitete zu diesem Zeitpunkt als Aktmodell für Fetischbekleidung sowie als Striptease-Tänzerin. Um den Verdacht zu umgehen, es handele sich nur um eine perverse „Sexshow“ und um weitere kulturelle Fördermittel zu bekommen, propagierten CT ihre Aktionen kurzerhand als „esoterische Kunstrituale.“

### Throbbing Gristle und Industrial Records
Peter „Sleazy“ Christopherson, der dank seiner Bühnen- und Technikerfahrung wusste, wie man real wirkende Splatter-Effekte erzeugt, zeichnete ab 1975 zunehmend für blutige, grausige und sadistische Inszenierungen verantwortlich, die teilweise Snuff-Film-Charakter annahmen: so wurden scheinbare Kastrationen oder Tötungsrituale vor laufender Kamera simuliert. Im selben Jahr schloss sich Chris Carter COUM Transmissions an. Carter befasste sich bevorzugt mit Lightshows und Synthesizern und ergänzte die Gruppe mit technischem und musikalischem Wissen. Mit Carters Einstieg in die Gruppe wird gleichzeitig die Gründung von Throbbing Gristle und einhergehend Industrial Records als Label für „musikalische Nebenprojekte“ verbunden. Der Begriff „Industrial Music“ wurde in diesem Zusammenhang von Genesis P-Orridge und Monte Cazazza eingeführt, das Label „Industrial Records“ jedoch erst später, im Januar 1977, als Markenzeichen eingetragen.
Sowohl Fanni Tutti wie auch P-Orridge und Cazazza standen zu diesem Zeitpunkt längst auf dem Index der Ordnungshüter und so suchte man unter dem Slogan „Entertainment through pain“ nach einem neuen Konzept im „neutraleren“ und kommerziell attraktiveren Gewand einer Musikgruppe und schloss somit den Bogen zu den Anfängen von COUM Transmissions.

### Radikalisierung der Kunst
Beginnend mit relativ unprätentiöser konzeptioneller Installationskunst wie beispielsweise der Window-Music (1973), bei der Passanten an einem Fenster über Fotozellen einen Tongenerator auslösten, der zufällige Geräuschsequenzen erzeugte (Throbbing Gristle experimentierten später mit der psychoakustischen Wirkung von weißem Rauschen und anderen Frequenzmodulationen auf den menschlichen Körper mittels Rausch- und Signalgeneratoren) steigerte sich das künstlerische Konzept von CT bald durch eine willkürliche Ich-Bezogenheit der Akteure ohne Rücksichtnahme auf etwaige psychische Empfindungen ihres Publikums, respektive dessen Teilnahme, in das Extreme.
Die schockierenden Aktionen von COUM Transmissions unterschieden sich bald kaum noch von denen der Wiener Aktionisten wie beispielsweise Günter Brus oder Otto Muehls: Schonungslos inszenierte und filmte die Gruppe zahlreiche orgiastische Spektakel aus Blut, Erbrochenem, Urin und Sperma und enervierte mit heftigen Vorführungen von Hardcore-Sex und Fistfucking-Filmen bis hin zu okkulten schwarzmagischen Riten, Gewalt, Pädophilie und Tod und stellte somit die Abnormität der Normalität gleich. Das Symbol von COUM Transmissions stellte einen erschlaffenden Penis nach dem Orgasmus dar, zu dem sarkastische Wahlsprüche wie “We guarantee disappointment” (Wir garantieren Enttäuschung bzw. Nichterfüllung) oder “Your local dirty band” gestellt wurden.

### Die Aktion „Prostitution“ im ICA

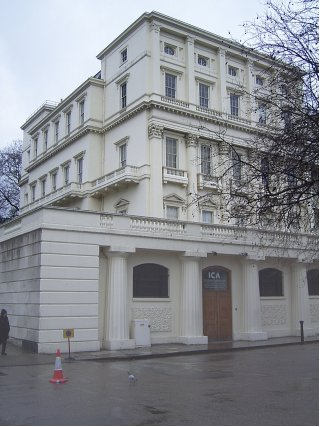
Das ICA in London

Eine der letzten Aktionen von COUM Transmissions und zugleich die aufsehenerregendste, fand am 18. Oktober 1976 unter dem Titel Prostitution im renommierten Institute of Contemporary Arts (ICA) in London statt: zu den drastischen Exponaten wie Gläsern mit blutigen Präparaten, Eingeweiden, Fäkalien, Maden, Tampons, Dildos, Ketten, Peitschen u. ä. agierte Cosey als Stripperin zur Demonstration von harter Pornografie und BDSM-Praktiken. Nebenbei traten u. a. die Musikerinnen der gerade neu gegründeten Punkrock-Gruppe The Slits sowie Billy Idol mit der Gruppe Chelsea (später als Generation X bekannt) auf. Zur Ausstellungseröffnung gab es Bier statt Wein und so endete die Veranstaltung in einem kollektiven, von Drogen geschwängerten, Besäufnis. Mit diesem Event verursachte COUM Transmissions einen handfesten nationalen Medienskandal, mit dem sich im Anschluss sogar das britische Parlament befasste. Mit der Aussage “Prostitution was meant as a paradigm of general conditions under capitalism, for both men and women” (Prostitution war als ein Paradigma der allgemeinen Zustände unter dem Kapitalismus gedacht, sowohl für Männer wie für Frauen.) Ergo sei Prostitution nichts anderes als normale bezahlte „sexuelle Arbeit“, also ein „Job wie jeder andere“ verunglimpften CT die familiären und gesellschaftlichen Grundwerte des konservativen Großbritanniens der damaligen Zeit. Von den Parlamentsabgeordneten wurde die Gruppe als „Wreckers of Civilization“ (Plünderer/Zerstörer der Zivilisation) abklassifiziert; die Bezeichnung wurde alsbald von den Medien kolportiert und schließlich von CT selbst und einhergehend damit, von Throbbing Gristle übernommen.

### „Cease to Exist“ – Das Ende von COUM Transmissions
Als Folge des Skandals wurden alle weiteren Auftritte von CT in Großbritannien unter Zensur gestellt und die Gruppe splittete sich bald in die bereits aus den vier Basismitgliedern bestehenden Throbbing Gristle, respektive in andere, zumeist musikorientierte Einzelprojekte auf. Cosey Fanni Tutti und Genesis P-Orridge gingen kurz nach der Prostitution-Aktion auf Tournee nach Übersee. Sie verzichteten jedoch auf einen Auftritt in Kanada, da sie auf Betreiben der britischen Ministerien keine Einreisegenehmigung erhalten hatten. Die USA hingegen gewährten problemlos die Einreise und so führten Fanni Tutti und P-Orridge im November 1976 fünf Performances unter dem Titel Cease to Exist auf. Der Titel war einem Song von Charles Manson entnommen, der 1968 als Never Learn Not to Love auf der B-Seite der Beach-Boys-Single Bluebirds over the Mountain erschien. Um einen thematischen Zusammenhang zu implizieren, waren die Performances durchnummeriert: Nos. 1–3 fanden in Chicago, No. 4 in Los Angeles und No. 5 in Santa Monica statt.
Cease to Exist handelte von Liebe, Tod und Unterwerfung und zeigte, von Fanni Tutti und P-Orridge in radikalen Extremperformances vorgetragen, schonungslos sadomasochistische Praktiken von derartiger Grenzwertigkeit, dass spätestens bei der vierten Aufführung Cease to Exist No.4 in Los Angeles die meisten Zuschauer den Veranstaltungsort verließen; so fügten sich die beiden nackten Protagonisten mittels Injektionsnadeln, Scherben und Rasierklingen blutende Verletzungen an den Extremitäten und Genitalien zu, während auf der sich ausbreitende Blutlache masturbiert, ejakuliert oder erbrochen wurde. Schließlich vollführten Cosey und Genesis einen Geschlechtsakt in diesem Gemisch aus Körpersekreten. Die unverhohlene Darstellung von Lust und Schmerz in Cease to Exist No.4 übertraf sämtliche bisherigen CT-Aktionen und verdeutlichte die Radikalisierung der Kunst mittels in aller Öffentlichkeit ausgelebter Tabubrüche.
Den Abschluss bildete die vergleichsweise harmlose fünfte Aufführung, Cease to Exist No. 5 in Santa Monica, in der die Requisiten der vorangegangenen Performances in einem zeremoniellen Akt zusammengetragen wurden und das Projekt mit einem Kuss der beiden Akteure „verabschiedet“ wurde.
Die letzte COUM-Einzelaktion, ausgeführt von Genesis P-Orridge, fand im Mai 1978 unter dem Titel Scenes of Victory an der Universität Antwerpen statt. P-Orridge zog sich bei dieser Performance eine schwere Blutvergiftung zu.

### Nachwirkungen
Viele CT-Mitglieder, wie beispielsweise Monte Cazazza gehörten gleichzeitig oder in Folge auch der Mail Art an und bewegten sich zumeist an der Grenze zur Illegalität; so finden sich in Cazazzas Vita zahlreiche Gefängnisaufenthalte, während Genesis P-Orridge später unter anderem für obszöne Mail Art-Postkarten und weitere anstößige Handlungen in Zusammenhang seiner Aktivitäten mit Throbbing Gristle und später auch Psychic TV gerichtlich belangt wurde.
Der ICA-Auftritt von COUM Transmissions wurde 2002 in der Kompilation 24 Hours of Throbbing Gristle als CD-Boxset dokumentiert.